# Sint-Jozefkerk (Rijkel)

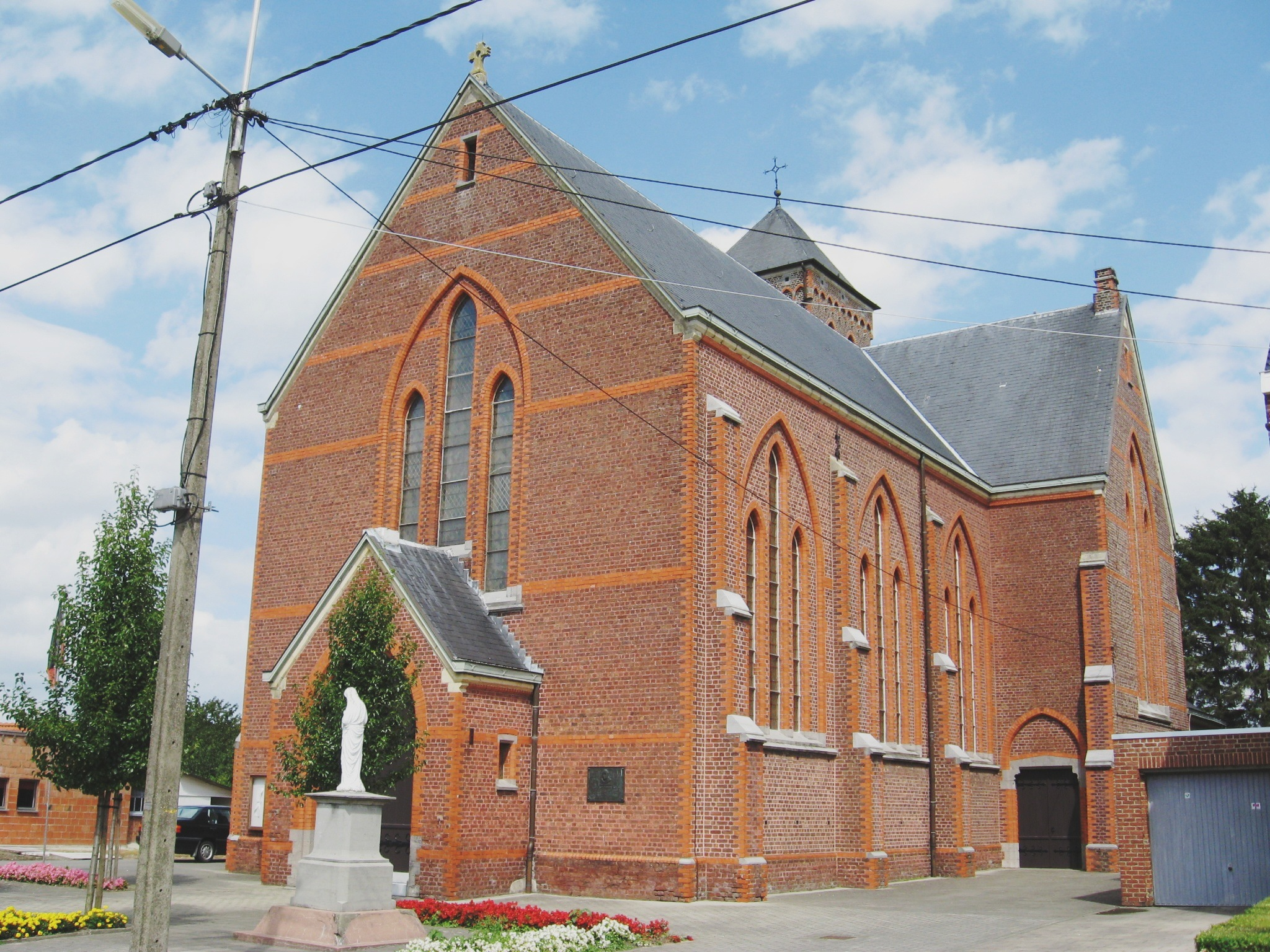
De Sint-Jozefskerk

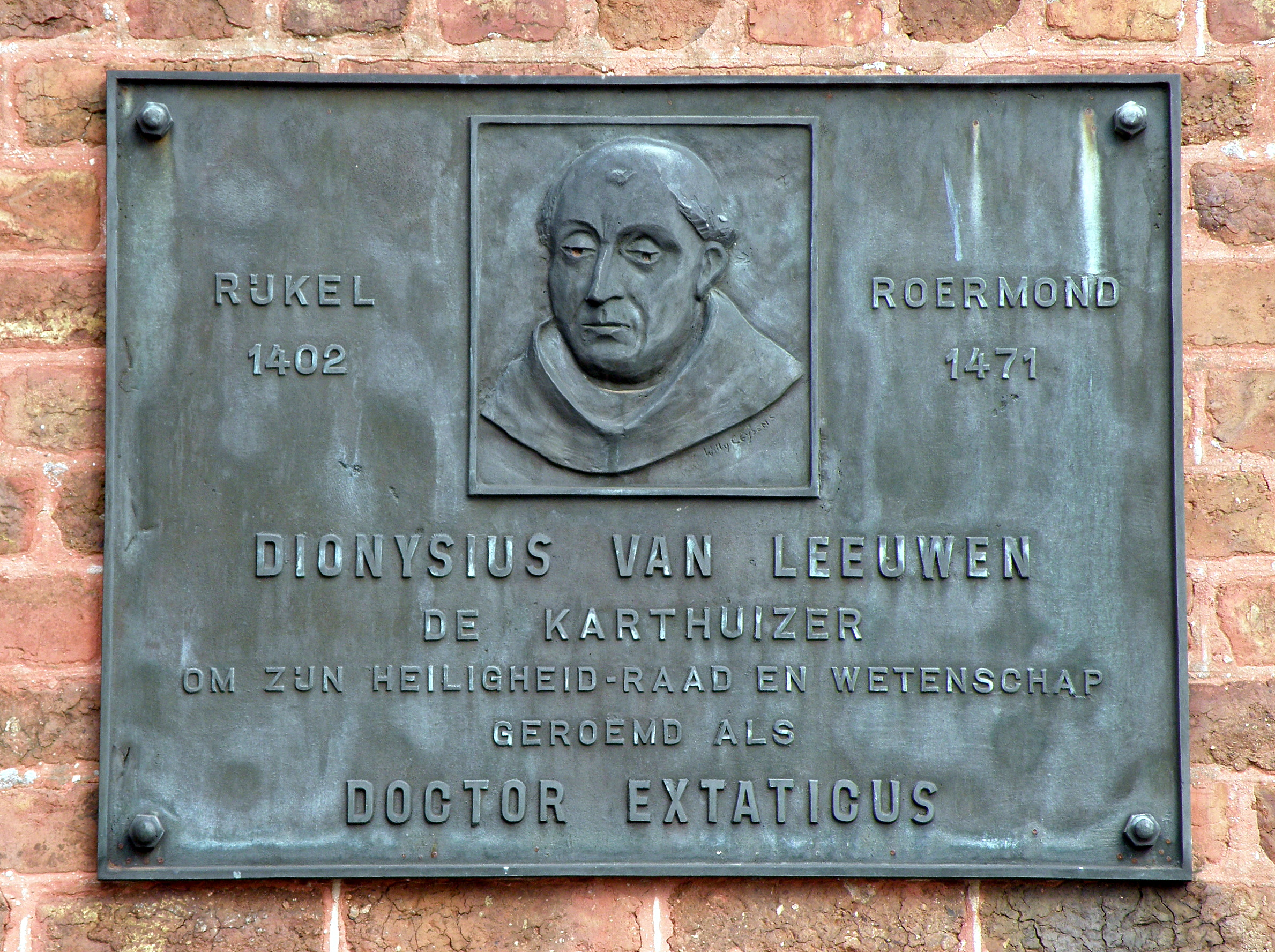
Gedenkplaat op de kerk van Rijkel.

De Sint-Jozefkerk is de parochiekerk van Rijkel, gelegen aan de Dionysius van Leeuwenstraat.

## Geschiedenis
Aan de overzijde van de straat, vlak bij het kasteel, bevond zich de oorspronkelijke kerk. In 1743 werd gemeld dat dit bouwwerk in slechte staat verkeerde en dat ook de toren vervallen was. In 1804 werd op de plaats van de oude kerk een nieuwe gebouwd, die in 1879 nog vergroot werd.
In 1910 werd op de huidige plaats een nieuwe kerk gebouwd, die ontworpen is door Joseph François Piscador. In 1923 werd de kerk nog vergroot.

## Gebouw
Het betreft een eenbeukige, neogotische kruiskerk, opgetrokken in helderrode baksteen. De bescheiden vierkante toren bevindt zich aan de noordzijde, tussen het transept en het koor. Deze toren heeft vijf geledingen en overhoeks geplaatste steunberen. Ze wordt gedekt door een tentdak.

## Interieur
Tot de beelden die de kerk bezit behoren een Sint-Eutropia (één der Heilige Drie Gezusters) in gepolychromeerd hout (omstreeks 1525) en een Sint-Rochus (ongeveer 1700). Er is een reliekhouder die relieken van de Heilige Drie Gezusters bevat, waarnaar bedevaarten worden gehouden. Muurschilderingen door Gabor Balogh (1925) beelden onder meer de marteldood van Eutropia uit.
Het marmeren hoofdaltaar (1924) werd vervaardigd door Mouffart. De zijaltaren, uit het eerste kwart van de 18e eeuw, zijn afkomstig uit de Abdij van Andenne. Ook is er een 18e-eeuwse biechtstoel in rococostijl. Het hardstenen wijwatervat met masker is vermoedelijk afkomstig van een 13e-eeuws doopvont. De glas-in-loodramen in het koor zijn van de hand van Roger Daniëls en werden in 1954 aangebracht.
Aan het kerkhof bevindt zich de Eutropiaput, een ronde bakstenen waterput, afgedekt door een bakstenen koepel. Op het kerkhof vindt men nog een hardstenen grafkruis uit 1665.
Aan de buitengevel werd een gedenkplaat voor Dionysius van Leeuwen geplaatst.